# Jean Klein (non-dualité)
Pour les articles homonymes, voir Jean Klein et Klein.
Jean Klein (19 octobre 1912, Berlin - 22 février 1998, Santa Barbara) est un maître spirituel français, originaire d'Europe centrale, s'inscrivant dans la tradition de l'Advaita Vedānta. Musicologue et médecin de formation, il est l'auteur de plusieurs ouvrages en français et en anglais (recueils d'entretiens) et enseigna aussi le yoga.
Il a dispensé en Europe et aux États-Unis un enseignement de la philosophie de la non-dualité dont la popularité en Occident est mise à son crédit par le fait qu'il fut le premier à l'adapter à la sensibilité occidentale.
Jean Klein est le père de l'actrice Nita Klein et de Malavika Klein, professeur de danse indienne.

## Biographie
Jean Klein est né à Berlin en 1912 et a passé son enfance à Brno (actuelle République tchèque), où était la plus grande partie de sa famille, à Prague et à Vienne. Plusieurs membres de sa famille étaient de bons musiciens. Il a appris le violon à l'âge de sept ans. Ses lectures, en particulier celle de Gandhi, le conduisent à devenir végétarien dès l'âge de 16 ans. Il découvre également les philosophies orientales à travers Lao Tseu, Tchouang-Tseu, Tagore, Ananda Coomaraswamy, Krishnamurti, Sri Aurobindo, Kabîr, Rumi, la Bhagavad-Gita et les Upanishad, et s'intéresse à Rudolf Steiner. Mais l'influence qu'il déclare être la plus grande fut celle de René Guénon.
Après des études de musicologie et de médecine, à Vienne et Berlin, Jean Klein arrive de Prague à Paris en 1932-1933, fuyant le nazisme. Il fréquente le milieu artistique, travaille le violon avec Jacques Thibaud et rencontre Pablo Casals à Prades. Il se marie le 14 mai 1934 à Cannes avec "Taffy", portraitiste et musicienne, sans le consentement des parents de celle-ci. À partir de 1935, il vit à Saint-Gervais, en Haute-Savoie, où il passera une partie de la guerre. Ses deux filles naissent en 1936 et 1938. Durant la Seconde Guerre mondiale, il s'engage dans la Légion étrangère, avec son ami le peintre Hans Hartung avec lequel il part pour l'Algérie. Après la fin de la guerre, il est naturalisé français pour bonne conduite. Il enseigne le chant à partir de 1948.
En 1954, il embarque de Marseille pour Colombo (Sri Lanka), avec sa famille. Puis, de là, il se rend en Inde. Il rencontre à Bangalore Pandit Veeraraghavachar Rao, professeur au Sanskrit College, qu'il appelle Panditji, qui sera son gourou, dans la tradition de l'Advaita Vedānta et auprès duquel il passe environ trois ans. Il rencontre également Atmananda Krishnamenon, autre maître de l'Advaita Vedānta, et passe quelque temps auprès de Krishnamurti dans son école de Rishi-Valley. Il fait aussi la connaissance de Krishnamacharia, qui l'initie au yoga. Celui-ci est le professeur de yoga du Maharaja de Mysore, pour lequel Jean Klein se produit en concert à l'occasion des festivités de la fin de son règne.
Jean Klein raconte l'expérience de l'éveil qu'il aurait connu lors de son séjour en Inde : « Un changement complet survient un soir, sur Marine Drive à Bombay. Je regardais les oiseaux et, soudain, je fus entièrement saisi par eux, comme si tout cela se passait en moi. J’eus réellement connaissance, conscience de moi-même. Le matin suivant, face à la variété de la vie quotidienne, je sus que ma compréhension de l’Être était une réalité. La vie coulait sans interférence de l’ego. Je me trouvais dans une paix incomparable. Toute séparation entre vous et moi disparut dans l’Unité. Je me connus dans l’immédiat de l’instant présent, dans une liberté, plénitude, une joie pure. Je ressentais une totale gratitude et non un sentiment traversé d’affectivité. Mon maître m’avait donné la compréhension de la vérité, j’en vivais la lumineuse réalité. »
Revenu en Europe, entre plusieurs séjours auprès de Panditji, il transmettra ce qu'il a reçu. Dès 1960, il enseigne donc la philosophie de la non-dualité et le yoga, en France puis dans divers pays européens (Suisse, où il réside en partie, Italie, Espagne, Grèce, Grande-Bretagne, Pays-Bas). Il retournera également de nombreuses fois voir ses parents à Berlin, de l'autre côté du mur. Puis, à partir des années 1980, il enseigne également aux États-Unis. Il passa les dernières années de sa vie en Californie, à Santa Barbara, où il est décédé.

## Enseignement
Selon Jean Klein, la notion de relation, chère à l'Occident, présuppose l'existence d'une séparation entre les objets et les personnes. Il déclare que, de son point de vue, cette séparation ainsi que toute idée de relation est une « fiction du mental » alors que la réalité serait une « totalité unifiée » ou « indifférenciée ». C'est une définition du réel propre à la non-dualité et dont il a été un promoteur actif. Plusieurs auteurs et enseignants de la non-dualité se réclament aujourd'hui de son enseignement, en Europe et en Amérique du Nord. Le yoga enseigné par Jean Klein continue également d'être transmis par de nombreux enseignants de cette discipline.